# Curzon-Inseln
Die Curzon-Inseln sind eine Gruppe kleiner Felseninseln vor der Küste des ostantarktischen Adélielands. Sie liegen unmittelbar vor dem Kap Découverte.
Erstmals gesichtet wurden sie vermutlich im Januar 1840 im Zuge der Dritten Französischen Antarktisexpedition (1837–1840) unter der Leitung des Polarforschers Jules Dumont d’Urville. Kapitän John King Davis kartierte sie 1912 bei der Australasiatischen Antarktisexpedition (1911–1914) unter der Leitung des australischen Polarforschers Douglas Mawson und benannte sie nach George Curzon, 1. Marquess Curzon of Kedleston (1859–1925), Präsident der Royal Geographical Society von 1911 bis 1914 und Vorkämpfer gegen das Frauenwahlrecht. Eine detaillierte Kartierung nahmen Teilnehmer einer von 1950 bis 1952 dauernden französischen Antarktisexpedition vor.
Zugehörig ist die Île au Guano.